# Alfred Auger

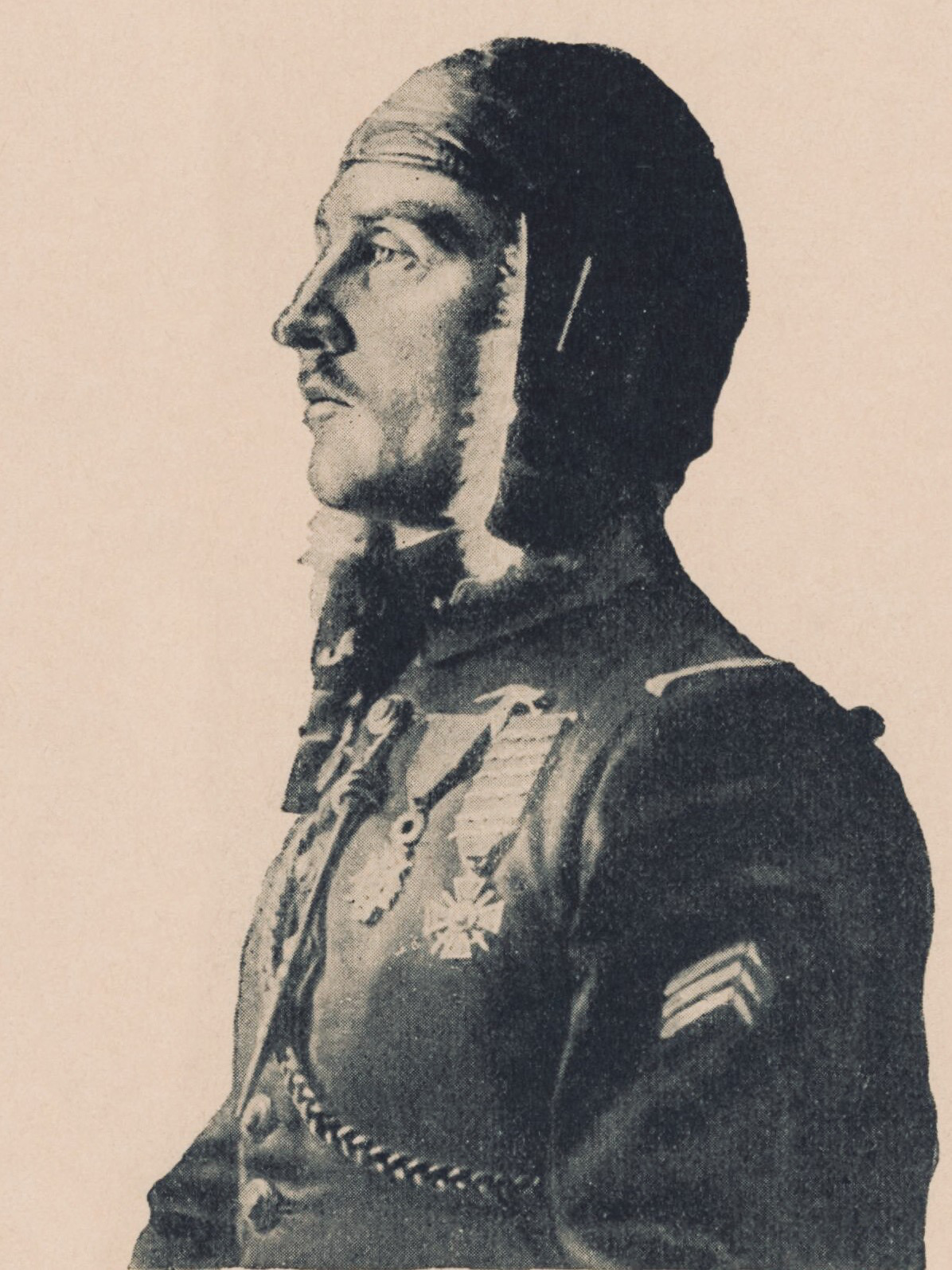
Alfred Auger

Alfred Victor Robert Auger (* 26. Januar 1889 in Constantine, Algerien; † 28. Juli 1917 in der Nähe von Woesten-Zuidschote) war während des Ersten Weltkriegs Jagdflieger der Armée de l’Air.

## Kriegseinsatz
Bei Ausbruch des Ersten Weltkrieges diente Alfred Auger im 31. Infanterie-Regiment. Er meldete sich zur Armée de l’Air und begann im Februar 1915 seine Pilotenausbildung in Pau. Dort erhielt er die Pilotenlizenz Nr. 614. Er wurde zur 11. Escadrille versetzt, die mit Flugzeugen vom Typ Caudron ausgerüstet war. Nach einer Verwundung am 8. Juli 1915 beantragte er im August eine Umschulung auf Nieuport-Jagdflugzeuge. Am 22. September 1915 wurde er Kommandeur der 31. Escadrille. Es folgte die Beförderung zum Capitaine (Hauptmann) im Dezember des gleichen Jahres. Bei einem Unfall am 16. April 1916 erlitt er eine schwere Verletzung. Nach seiner Genesung wurde er zur 3. Escadrille versetzt. Am 17. März 1917 löste er dort Alfred Heurtaux als Kommandeur ab.
Am 28. Juli 1917 griff Auger fünf gegnerische Jagdflugzeuge über Westflandern an. Dabei wurde er am Hals getroffen. Er konnte noch die Front überfliegen und 4 km westlich von Langemark landen. Wenige Minuten später erlag er seinen Verletzungen. Er erreichte 7 bestätigte Luftsiege.